# Uta
Uta là một đô thị ở tỉnh Cagliari, vùng Sardinia của Italia, có vị trí cách khoảng 15 km về phía tây bắc của Cagliari. Đến thời điểm ngày 31 tháng 12 năm 2004, đô thị này có dân số 6.915 và diện tích là 134,4 km².
Uta giáp các đô thị: Assemini, Capoterra, Decimomannu, Siliqua, Villaspeciosa.